# 戈斯波特 (阿拉巴馬州)
戈斯波特（英語：Gosport）是一個位於美國阿拉巴馬州克拉克縣的非建制地區。該地的面積和人口皆未知。

## 地理
戈斯波特的座標為31°34′57″N 87°35′09″W / 31.5825°N 87.58583°W，而該地最高點為海拔高度34米（即112英尺）。